# Joe Odagiri

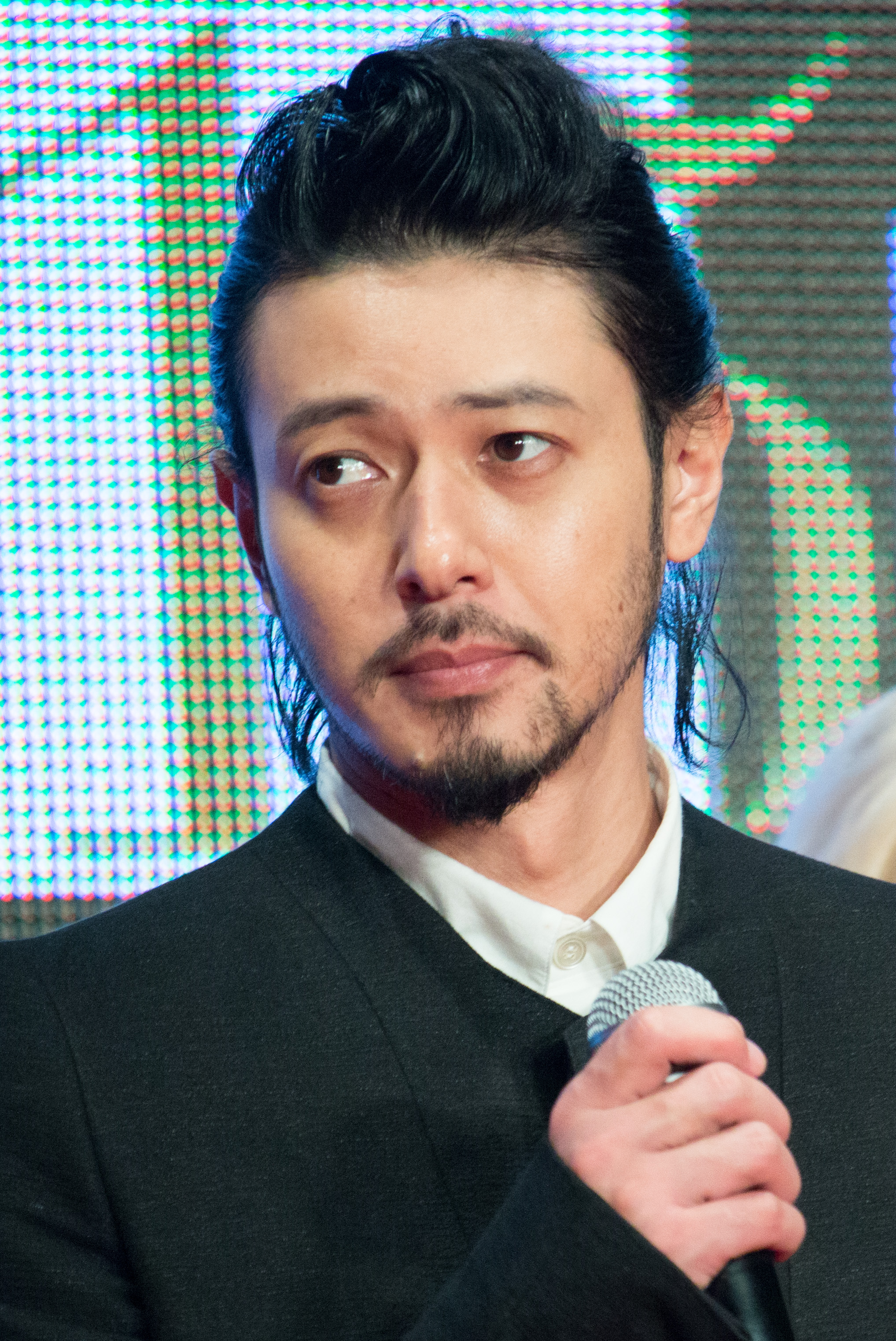
Joe Odagiri (2015)

Joe Odagiri  (jap. オダギリ ジョー, Jō Odagiri, wirklicher Name 小田切 譲; * 16. Februar 1976 in Tsuyama, Japan) ist ein japanischer Schauspieler und Regisseur.

## Leben
Joe Odagiri schrieb sich an der California State University in Fresno in den Vereinigten Staaten ein, wo er eigentlich Regie studieren wollte. Durch ein Versehen bei der Anmeldung wurde er jedoch in die Schauspiel-Klasse eingeschrieben. Ab 2000 war er in Japan als Schauspieler  in japanischen und südkoreanischen Filmproduktionen zu sehen. Bekannt wurde er insbesondere in der Hauptrolle des Yusuke Godai alias Kamen Rider Kūga in der gleichnamigen TV-Serie. Im Jahr 2019 hatte er mit dem Film They Say Nothing Stays the Same sein Debüt als Regisseur und Drehbuchautor.
Odagiri heiratete 2007 seine Schauspielkollegin Yuu Kashii.

## Filmografie (Auswahl)
- 2000: Kamen Rider Kūga als Yūsuke Godai
- 2001: Platonic Sex
- 2001: Terrors
- 2002: Satorare
- 2002: Mokka no Koibito
- 2003: Azumi als Bijomaru Mogami
- 2003: Bright Future als Yūji Nimura
- 2004: Shinsengumi! als Saitō Hajime
- 2004: Kaikyo wo wataru violin
- 2004: Pacchigi!
- 2004: Blood & Bones als Takeshi
- 2004: Black Kiss
- 2005: In the Pool
- 2005: HAZARD
- 2005: House of Himiko als Haruhiko Kishimoto
- 2005: Shinobi: Heart Under Blade als Kōga Gennosuke
- 2005: Scrap Heaven als Tetsu
- 2005: Princess Raccoon als Amechiyo
- 2006: Big River als Teppei
- 2006: The Uchōten Hotel
- 2006: Jikō keisatsu als Shūichirō Kiriyama
- 2006: Retribution als Dr. Takagi
- 2006: Mushishi als Ginko
- 2006: The Pavillion Salamandre als Hoichi Tobishima
- 2006: Sway als Takeru Hayakawa
- 2007: Tokyo Tower: Mom and Me, and Sometimes Dad
- 2007: Sad Vacation
- 2007: Adrift in Tokyo als Fumiya Takemura
- 2008: Plastic City als Kirin
- 2008: Dream als Jin
- 2009: The Warrior and the Wolf als Lu Shenkang
- 2009: Air Doll als Sonoda
- 2011: I Wish
- 2011: Prisoners of War
- 2012: Kazoku no uta (Fernsehserie)
- 2013: Fune wo amu
- 2013: Riaru: Kanzen naru kubinagaryû no hi
- 2013: Daikūkō (Fernsehfilm)
- 2013: Present for You
- 2013: Jinrui shikin
- 2013: Mi-seu-teo Go
- 2014: S: Saigo no keikan (TV Mini-Serie)
- 2014: Arisu no toge (TV Mini-Serie)
- 2014: Gokuaku Gambo (TV Mini-Serie)
- 2014: Reverse Edge: Ohkawabata Tanteisha (TV Mini-Serie)
- 2014: Kawaki
- 2014: Shinya shokudō
- 2019: Saturday Fiction
- 2019: They Say Nothing Stays the Same (als Regisseur des Films)
- 2022: Atom’s Last Shot (TV Mini-Serie)